# Еарагама-03
Грама Ніладхарі Еарагама-03 (№ IR/84A) — Грама Ніладхарі підрозділу ОС Ерагама, округ Ампара, Східна провінція, Шрі-Ланка.

## Демографія
| Населення (2007) | Населення (2007) | Населення (2007) | Населення (2007) | Населення (2007) |
| Населення        | Чоловіки         | Жінки            | Діти             | Дорослі          |
| ---------------- | ---------------- | ---------------- | ---------------- | ---------------- |
| 1878             | 937              | 941              | 827              | 1051             |